# 小田原衆所領役帳
『小田原衆所領役帳』（おだわらしゅうしょりょうやくちょう）は、相模の戦国大名北条氏康が作らせた、一族・家臣の諸役賦課の基準となる役高を記した分限帳。原題は不明で、「北条家分限帳」、「小田原北条所領役帳」などとも呼ばれる。全1巻。

## 概要
原本は伝存せず、江戸時代の写本が知られる。氏康期にあたる永禄2年（1559年）の奥書をもつ。後北条氏は、永正17年（1520年）から弘治元年（1555年）にかけて領国内における数度の検地を実施しており、それに基づいて分限帳が作成されたと考えられている。
表題の由来となった小田原衆をはじめ馬廻衆、玉縄衆など家臣団を12の衆別560人の役高が貫文で記され、所有する郷村名も併記された。成立後に所領に加えられた鉢形城、岩付城などの支城領の衆が欠けているが、後北条氏の家臣に対する軍役や知行役など諸役賦課の体制の究明には必須史料である。

## 内容
『小田原衆所領役帳』に書かれた人々は15の集団に分けられ、大きく分類すると、①当主直属の人々②支城に属する者③他国衆④家臣団以外に分けられる。
1. 小田原衆（小田原城＝本城に属する）①
2. 御馬廻衆（当主直属、旗本・吏僚を含む）①
3. 玉縄衆（玉縄城、北条綱成）②
4. 江戸衆（江戸城）②
5. 河越衆（河越城）②
6. 松山衆（松山城）②
7. 伊豆衆（韮山城）②
8. 津久井衆（津久井城）②
9. 足軽衆（足軽、遊撃としての役目も担う）①
10. 職人衆（番匠・各種職人など）④
11. 他国衆（従属国衆、北条氏照＝大石氏の由井衆もここに含む[4]、小山田氏については後述）③
12. 社領（神社領）④
13. 寺領（寺院領）④
14. 御一家衆※
15. 客分衆（京都伊勢氏など）④

※御一家衆は御家中衆とも呼ばれた北条氏の一門であるが、氏康の甥である古河公方足利義氏（葛西城）、氏康の叔父北条幻庵、三浦衆（三崎城）、氏康の弟である左衛門佐北条氏堯、小机衆（小机城、北条三郎）から成り立っている。玉縄衆と三浦衆、小机衆は元々氏康の弟である北条為昌（『役帳』には「本光寺殿」と表記）の管轄であったが、為昌の死後に北条綱成が継いだ玉縄衆以外は後任が定まらず、小机衆に関しては幻庵が預かった後にその嫡男である三郎の管轄することになったが、三浦衆に関しては『役帳』作成当時にはまだ後任が決定していなかった。足利義氏は客分に近い④の立場であったが、三浦衆と小机衆は②に属すると言える。幻庵と氏堯は家中でも氏康を補佐する特別な立場にあったとみられている。

## 小山田氏の記載
『小田原衆所領役帳』には甲斐武田氏家臣・譜代家老で郡内領主の小山田氏の人物が他国衆として記載されている。『役帳』に記載されているのは小山田氏の本貫地である武蔵小山田荘で419貫812文の知行を与えられている「小山田弥三郎」と伊豆国内で381貫100文の知行を与えられている「小山田弥五郎」で、前者は小山田信有（弥三郎）、後者は小山田信茂に比定されると考えられている。
武田氏と後北条氏は天文13年（1544年）に同盟関係となり（甲相同盟）、小山田氏は武田・北条間の外交において取次を務めている。
武田氏麾下の国衆である小山田氏が後北条氏の分限帳に記載されている事実や、武蔵・伊豆における知行の実態を巡っては古くから議論があり、後北条氏が小山田氏を味方に引き込むために知行を与えたとする説や、後北条氏は伝領の由緒を確認しただけで知行の実態は無いとする説、小山田氏が武田・北条両氏に両属していたとする説などがある。また、『役帳』には小山田氏のほか飯富左京亮・向山氏など後北条氏の取次を務めた武田家臣の名が見られることから、『役帳』に記載される知行は取次に対して知行が宛行われる取次給であるとする説などがある。